# Стефан Златев
Стефан Цвятков Златев е кмет на Ловеч през 1894 г.

## Биография
Стефан Златев е роден през 1852 г. в град Троян. Завършва Одеската духовната семинария (Русия).
Работи като учител в родния си град. По време на Руско-турската война (1877-1878) е преводач на руски военни части.
Председател на Ловешкия окръжен съвет (1877-1879). Окръжен управител в Разград (1880-1881) и Плевен (1881-1883). Народен представител във II велико народно събрание (1881).
Учител в Севлиево, Ловеч и Троян.
Кмет на Ловеч (1894). Общински съветник (1894-1895). Околийски училищен инспектор (1894-1905).